# Senador Elói de Souza
Senador Elói de Souza este un oraș în Rio Grande do Norte (RN), Brazilia.